# Mercy Ships
Mercy Ships o Naves de Esperanza es una organización internacional cristiana humanitaria evangélica sin fines de lucro.  La misión es mejorar el acceso a la asistencia sanitaria en los países en desarrollo de África. La atención se presta en los barcos de la ONG que atracan en el puerto y son gratis. Su sede se encuentra en Lausana en Suiza. Su presidente es Myron E. Ullman.

## Historia
En 1978, en Lausana, Suiza, los misioneros estadounidenses Donald Stephens y Deyon adquirieron un barco por un millón de dólares, con el objetivo de convertirlo en un barco hospital, para ayudar a los necesitados de todo el mundo. La organización se fundó el mismo año.  La organización estaba afiliado a Juventud con una misión antes de llegar a ser independiente en 2003.   En 1982, después de 4 años de modernización, el transatlántico renombrado Anastasis se transformó en un hospital flotante; cuenta con 3 quirófanos y 1 sala de hospital con 40 camas. En 2007, otro hito se alcanzó con el Africa Mercy, la mayor de cuatro barcos hospitales de la organización. El Global Mercy, aún más grande, entró en servicio en 2022.

## Programas

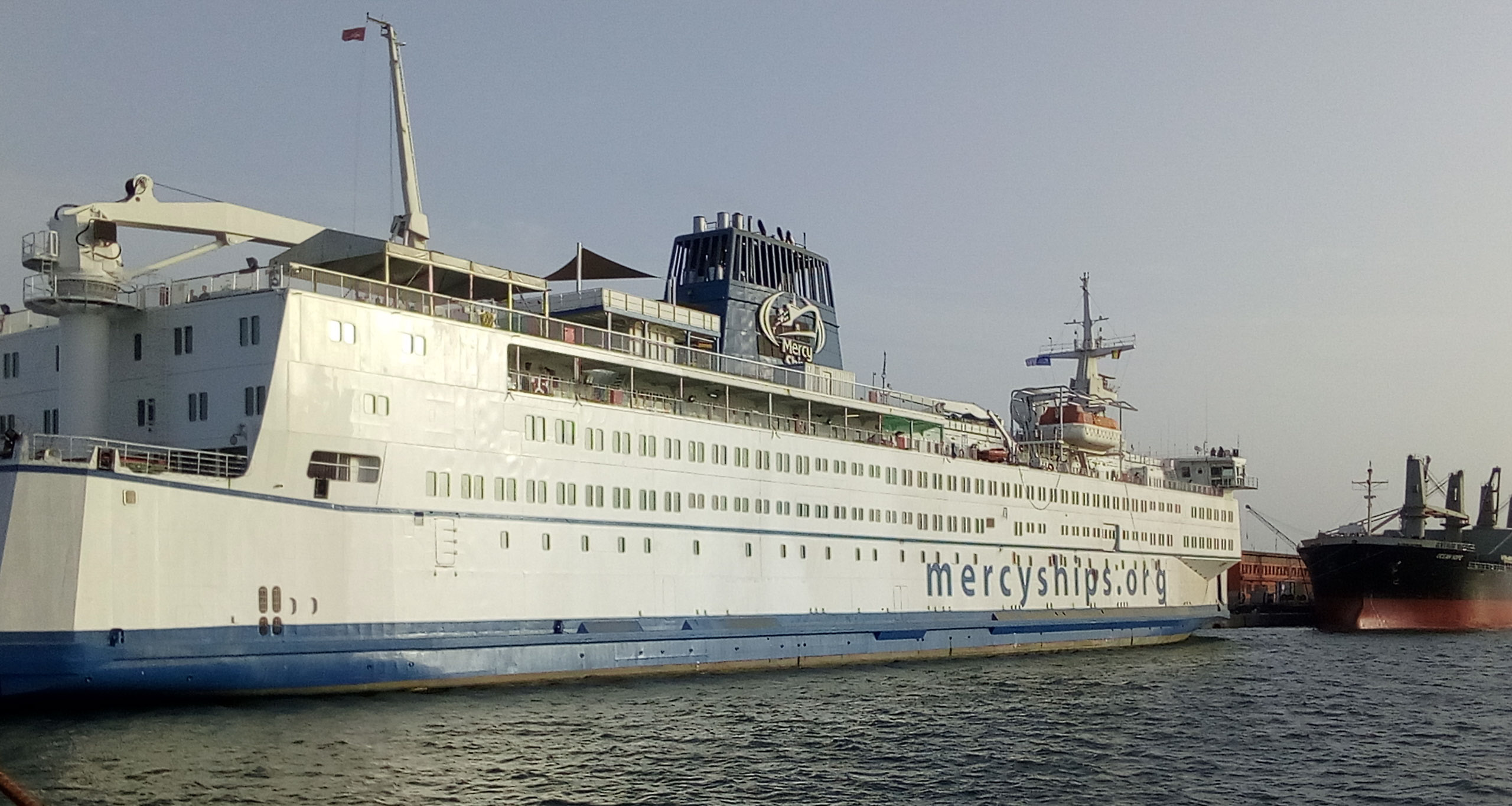
El barco hospital "Africa Mercy" durante una misión en Conakry, Guinea.

Mercy Ship tiene barcos hospitales que hacen escala en países del sur para brindar atención médica gratuita. La ONG brinda atención médica gratuita en los campos de ginecología, oftalmología, cirugía y  atención dental. La organización no solo se ocupa de brindar asistencia médica, también brinda capacitación médica.